# شانگری-لا (فیلم)
شانگری-لا (انگلیسی: Shangri-La) فیلمی ژاپنی در سبک کمدی-درام به کارگردانی تاکاشی میکه محصول سال ۲۰۰۲ است. این فیلم بر اساس مانگایی از یوجی آئوکی ساخته شده که همچنین در این فیلم در نقش وکیلی بازی می‌کند.